# Fakulteta za zdravstvo Angele Boškin
Fakulteta za zdravstvo Angele Boškin – FZAB (angl. Angela Boškin Faculty of Health Care – ABFHC) je samostojna visoka šola zdravstvene nege s sedežem na Jesenicah, ustanovljena leta 2006.
Njena ustanoviteljica je Občina Jesenice. Ime nosi po Angeli Boškin. Prostore ima na Jesenicah in v Ljubljani. Dekanja fakultete je doc. dr. Sanela Pivač. 

## Zgodovina
Fakulteta je bila ustanovljena leta 2006 kot Visoka šola za zdravstveno nego Jesenice. S pedagoškim delom je začela v šolskem letu 2007/2008. Leta 2014 se je preoblikovala v Fakulteto za zdravstvo Jesenice. Leta 2016 se je poimenovala po Angeli Boškin.
Pobudo za njeno ustanovitev sta dali Splošna bolnišnica Jesenice in Občina Jesenice. Slednja je projekt ustanovitve šole koordinirala preko Razvojne agencije zgornje Gorenjske.
Visoka šola je imela sedež na Cesti železarjev 6 z začasnim naslovom na Cesti maršala Tita 78A. Predavanja so najprej potekala v bivšem objektu Občine Jesenice. V zdajšnje prostore na Spodnjem Plavžu 3, obnovljeno nekdanjo upravno stavbo Merkurja, so se preselili leta 2008. Obnovo je financirala Občina Jesenice.
Leta 2009 je bil uveden magistrski študij zdravstvene nege. Leta 2016 je bil uveden magistrski študij Promocija zdravja. Leta 2018 je fakulteta dobila prostore v poslovnem objektu Ob železnici 30A v Ljubljani. Leta 2019 je bil uveden doktorski študij zdravstvenih ved.
Leta 2019 je bil v neposredni bližini sedeža šole, na mestu opuščene Gradbinčeve žage, ki je pogorela februarja 2012, postavljen nov poslovni objekt. Takrat je fakulteta v njegovem pritličju najela prostore za izvajanje študijskega programa fizioterapije, uvedenega leta 2018.

### Izzivi
Na začetku delovanja visoke šole je takratna dekanja Brigita Skela Savič omenila probleme, kot so pomanjkanja slovenskih profesorjev zdravstvene nege za drugo in tretjo stopnjo, slab učni uspeh vpisanih dijakov, slabša prehodnost študentov v višji letnih, nizek obisk predavanj, pomanjkanje študentskih sob, onemogočeno kupovanje in vnovčevanje bonov za prehrano zaradi pomanjkanja interesa pri jeseniških gostincih ter težave s financiranjem. Bile so opazke, da jeseniška zdravstvena visoka šola oz. fakulteta nastaja v času, ko se je po državi pojavilo veliko tovrstnih izobraževalnih ustanov in nevarnost prevelikega števila diplomiranih zdravstvenikov.

## Lokacije
Fakulteta ni lastnica nepremičnin, v katerih deluje.

### Jesenice
Lastnica stavbe na Spodnjem Plavžu 3 je Občina Jesenice. Tam ima fakulteta na 1.234 m2 predavalnice, seminarje, kabinete, knjižnico, sejno sobo, sanitarije, druge pomožne prostore ter prostore za zaposlene. V stavbi na Spodnjem Plavžu 4B ima na 220 m2 v najemu dve predavalnici, dva kabineta, sanitarije, ter prostor za študentski svet.
Jeseniški prostori se nahajao v bližini Splošne bolnišnice Jesenice, Zdravstvenega doma Jesenice in Doma upokojencev dr. Franceta Bergelja.

### Ljubljana
V Študijskem središču Ljubljana, Ob železnici 30A, ima na 450,5 m2 v najemu 5 predavalnic, 2 kabineta, referat s knjižnico, sejno sobo, sanitarije, pomožne prostore ter prostore za visokošolske učitelje.

## Študijski programi

### 1. bolonjska stopnja

#### Zdravstvena nega
Program se izvaja na Spodnjem Plavžu 3 na Jesenicah. V šolskem letu 2022/2023 je bilo na rednem študiju zdravstvene nege 194 študentov, na izrednem študiju zdravstvene nege pa 118 študentov. Do 27. januarja 2023 je iz zdravstvene nege diplomiralo 664 študentov, od tega 406 rednih.

#### Fizioterapija
Redni študij se izvaja na Spodnjem Plavžu 4B na Jesenicah, izredni študij pa v Ljubljani. V študijskem letu 2022/2023 je bilo na rednem študiju fizioterapije 69 študentov, na izrednem študiju fizioterapije pa 83 študentov. Do 26. januarja 2023 je iz fizioterapije diplomiralo 25 študentov, od tega 8 rednih.

### 2. bolonjska stopnja

#### Napredna zdravstvena nega
Program se izvaja v Ljubljani. Do prenove leta 2021 se je imenoval Zdravstvena nega. Ima tri smeri, Napredna zdravstvene nega in razvoj profesije, Napredna zdravstvena nega odraslih v primarnem zdravstvu in Napredna zdravstvena nega v duševnem zdravju in psihiatriji. V študijskem letu 2022/2023 je je bilo v 1. letnik Napredne zdravstvene nege vpisanih 11 študentov, v 2. letnik pa 5 študentov. Na drugi stopnji študijskega programa Zdravstvena nega je do 27. januarja 2023 diplomiralo 45 študentov.

#### Promocija zdravja
Program se izvaja v Ljubljani. V študijskem letu 2022/2023 je bilo v 1. letnik vpisanih 5 študentov, v 2. letnik je vpisanih 9 študentov. Na študijskem programu druge stopnje Promocija zdravja je do 27. januarja 2023 diplomiralo 7 študentov.

### 3. bolonjska stopnja

#### Doktorski študij Zdravstvene vede
Program se izvaja v Ljubljani. V študijskem letu 2022/2023 so bili v 1. letnik vpisani 3 študenti, v 2. letnik ni vpisanih študentov, v 3. letnik pa so bili vpisani 3 študenti. Na študijskem programu tretje stopnje Zdravstvene vede je do 27. januarja 2023 doktorirala 1 študentka.

### Študijski programi za izpopolnjevanje
- Okužbe, povezane z zdravstvom[22]
- Zdravstvena nega na področju duševnega zdravja in psihiatrije[22]
- Mentorstvo v kliničnem okolju[22]

V študijskem letu 2022/2023 na izrednih študijskih programih Mentorstvo v kliničnem okolju in Okužbe, povezane z zdravstvom ni bilo vpisanih študentov.

## Knjižnica
Uporabnikom na Jesenicah je na voljo 10 čitalniških mest, od katerih je 5 mest računalniških, in povezava WiFi. Prek računalnikov dostopajo do baz podatkov, kot so CINAHL, ProQuest Dissertations & Theses Global, Wiley in SpringerLink. Zaloga knjižnice je v večini sestoji iz publikacij, ki so na seznamih obvezne in priporočene učne literature. Naročena je na slovenske revije, med njimi Obzornik Zdravstvene nege in Kakovostna starost ter hrani nekaj letnikov mednarodnih revij, kot so International Journal of Nursing Studies, Nurse Education Today, Health Care Management Review, Nursing Research, Health Promotion International, Worldviews on Evidence-based Nursing in Journal of Nursing Care Quality. V Ljubljani je uporabnikom na voljo 6 čitalniških mest z računalniki in brezplačna izposoja gradiva iz matične knjižnice. Študenti imajo možnost oddaljenega dostopa do baz podatkov. Od leta 2022 je vodja knjižnice FZAB Marjetka Kocijančič.

## Zaposleni
V šolskem letu 2022/2023 je bilo na Fakulteti zaposlenih 19 visokošolskih učiteljev, 62 pa jih je delalo po avtorski in podjemni pogodbi. Poleg njih je bilo še 9 zaposlenih v administraciji.

## Vodstvo
Dekanja fakultete je Sanela Pivač, prodekanja za izobraževanja je Sedina Kalender Smajlović, prodekanja za raziskovanje in razvoj je Katja Pesjak, vodja tajništva pa Irena Ahačič.

### Dekanje

#### Sanela Pivač
Fakulteto od leta 2017 vodi Sanela Pivač, ki je odraščala v delavski družini na Jesenicah in začela delati kot srednja medicinska sestra. V Splošni bolnišnici Jesenice je najprej delala na intenzivnem oddelku, nato pa na urgenci. S pacienti je delala osem let. Diplomirala je leta 2005 na Zdravstveni fakulteti v Ljubljani (Zdravstvena vzgoja sladkornih bolnikov z diabetičnim stopalom). Kot diplomirana medicinska sestra je opravila specializacijo s področja splošnega menedžmenta. Leta 2013 je magistrirala na Visoki šoli za zdravstveno nego Jesenice (Odnos študentov do alkohola in alkoholne problematike na višje in visokošolskih zavodih v gorenjski regiji), leta 2020 pa je na Medicinski fakulteti v Ljubljani doktorirala (Pomen izobraževanja osnovnošolcev tretje triade o temeljnih postopkih oživljanja z uporabo avtomatskega zunanjega defibrilatorja za ustrezno ukrepanje ob nenadnem srčnem zastoju). Pred prevzemom položaja dekanje je bila prodekanja za izobraževanje.

#### Brigita Skela Savič
Od leta 2007 je bila dekanja Domžalčanka Brigita Skela Savič, ki je bila pred prihodom na Jesenice štiri leta pomočnica strokovnega direktorja za področje zdravstvene nege na Onkološkem inštitutu v Ljubljani. Skela Savičeva je leta 1988 diplomirala na Višji šoli za zdravstvene delavce v Ljubljani (Miomi maternice ; Urinska inkontinenca ; Zdravstvena nega bolnice po operaciji tela). Na Fakulteti za organizacijske vede v Kranju je leta 1999 diplomirala (Organizacija usposabljanja zaposlenih v zdravstveni negi na Onkološkem inštitutu Ljubljana), leta 2002 magistrirala (Dejavniki in kriteriji uspešnega vodenja v zdravstvu), leta 2007 pa doktorirala (Dejavniki uspešnega izvajanja sprememb v slovenskem zdravstvu).
Na FZAB je ostala kot profesorica. Leta 2021 je prek svojega profila na twitterju pozivala k udeležbi na protivladnem protestu 12. novembra, zaradi česar je Strokovno združene izvajalcev zdravstvene in babiške nege Slovenije pozvalo k njenemu odpoklicu iz Mednarodnega združenja medicinskih sester. Očitalo ji je neodgovorno ravnanje v času pomanjkanja zdravstvenega kadra zaradi pandemije covida-19.

## Založništvo
Fakulteta izdaja delovne zvezke/vodnike za študente, monografije z recenzijo, zbirne mape ter zbornike prispevkov ob dogodkih v lastni organizaciji, kot so Moja kariera – Quo vadis, Šola za klinične mentorje in Mednarodna znanstvena konferenca.

## Financiranje
Fakulteta je v letu 2022 razpolagala s sredstvi od koncesije za dodiplomski program za redni študij, prihodkov od šolnin izrednega študija ter s sredstvi, pridobljenimi na raziskovalnih in razvojnih razpisih v Sloveniji in v tujini. Od Ministrstva za izobraževanje je prejela 972.305 evrov. Od Univerze na Primorskem je v okviru projektu StarVital, kjer je nosilec Ministrstvo za delo, družino, socialne zadeve in enake možnosti, prejela 33.785 evrov. Od ARRS je v letu 2022 prejela 1.229 evrov. Od lokalnih skupnosti fakulteta v letu 2022 ni prejela sredstev.